# Nierówność Grönwalla
Nierówność Grönwalla (lemat Grönwalla; nierówność Grönwalla–Bellmana) – jedna z podstawowych nierówności stosowanych w teorii równań różniczkowych zwyczajnych. Stosowana jest m.in. w twierdzeniach o istnieniu i jednoznaczności rozwiązań równań różniczkowych zwyczajnych. Twierdzenie udowodnione po raz pierwszy przez szwedzkiego matematyka, T.H. Grönwalla, w 1918 r.

## Nierówność Grönwalla
Niech {\displaystyle (a,b)} będzie przedziałem liczb rzeczywistych oraz niech {\displaystyle t_{0}\in (a,b).} Niech ponadto {\displaystyle \alpha ,\beta ,u} będą funkcjami ciągłymi określonymi na {\displaystyle (a,b)} o wartościach w {\displaystyle R_{+}.} Jeżeli dla każdego {\displaystyle t\in (a,b)} zachodzi nierówność
{\displaystyle u(t)\leqslant \alpha (t)+\left|\int _{t_{0}}^{t}\beta (s)u(s)\,\mathrm {d} s\right|,}
to dla każdego {\displaystyle t\in (a,b)} zachodzi również
{\displaystyle u(t)\leqslant \alpha (t)+\left|\int _{t_{0}}^{t}\alpha (s)\beta (s)e^{\left|\int _{s}^{t}\beta (\xi )\,\mathrm {d} \xi \right|}\,{\mbox{d}}s\right|.}

## Dowód
Poniższy dowód podał J. A. Oguntuase:
Niech
{\displaystyle v(t)=\int _{t_{0}}^{t}\beta (s)u(s){\mbox{d}}s.}
Wówczas
{\displaystyle v'(t)=\beta (t)u(t)\leqslant \alpha (t)\beta (t)+\beta (t)\left|\int _{t_{0}}^{t}\beta (s)u(s)\,{\mbox{d}}s\right|=\alpha (t)\beta (t)+\beta (t)\cdot \operatorname {sgn}(t-t_{0})v(t).}
Ponadto, niech
{\displaystyle \gamma (t)=e^{-\int _{t_{0}}^{t}\operatorname {sgn}(s-t_{0})\beta (s)\,\mathrm {d} s}.}
Mnożąc otrzymaną nierówność stronami przez {\displaystyle \gamma (t)} otrzymujemy
{\displaystyle \gamma (t)v'(t)\leqslant \alpha (t)\beta (t)\gamma (t)-v(t)\gamma '(t).}
Ostatecznie,
{\displaystyle {\frac {\mbox{d}}{{\mbox{d}}t}}(\gamma (t)v(t))-\alpha (t)\beta (t)\gamma (t)\leqslant 0.}
Wynika z powyższego, iż
{\displaystyle \operatorname {sgn}(t-t_{0})\int _{t_{0}}^{t}{\frac {\mathrm {d} }{\mathrm {d} t}}(\gamma (s)v(s))-\alpha (s)\beta (s)\gamma (s)\,\mathrm {d} s\leqslant 0.}
Czyli
{\displaystyle \operatorname {sgn}(t-t_{0})\gamma (t)v(t)\leqslant \operatorname {sgn}(t-t_{0})\int _{t_{0}}^{t}\alpha (s)\beta (s)\gamma (s)\,{\mbox{d}}s.}
Ostatecznie,
{\displaystyle {\begin{aligned}u(t)&\leqslant \alpha (t)+\left|\int _{t_{0}}^{t}\beta (s)u(s)\,\mathrm {d} s\right|\\&=\alpha (t)+\operatorname {sgn}(t-t_{0})v(t)\\&\leqslant \alpha (t)+\left|\int _{t_{0}}^{t}\alpha (s)\beta (s){\frac {\gamma (s)}{\gamma (t)}}\,{\mbox{d}}s\right|\\&=\alpha (t)+\left|\int _{t_{0}}^{t}\alpha (s)\beta (s)e^{\left|\int _{s}^{t}\beta (\xi )\,\mathrm {d} \xi \right|}\,{\mbox{d}}s\right|.\end{aligned}}}

## Postać różniczkowa nierówności
Niech {\displaystyle I=[a,b]} będzie odcinkiem na prostej rzeczywistej przy {\displaystyle a<b.} Niech {\displaystyle \beta } i {\displaystyle u} będą funkcjami rzeczywistymi określonymi na odcinku {\displaystyle I.} Jeżeli {\displaystyle u} jest funkcją różniczkowalną na wnętrzu {\displaystyle {\text{int}}\,I=(a,b)} oraz zachodzi szacowanie {\displaystyle u'(t)\leqslant \beta (t)u(t)} dla wszystkich {\displaystyle t\in (a,b),} to zachodzi nierówność {\displaystyle u(t)\leqslant u(a)\cdot \exp \left(\int _{a}^{t}\beta (s)\mathrm {d} s\right)} dla wszystkich {\displaystyle t\in I=[a,b].}